# Austrolimnophila atripes
Austrolimnophila atripes är en tvåvingeart som först beskrevs av Alexander 1922.  Austrolimnophila atripes ingår i släktet Austrolimnophila och familjen småharkrankar. Inga underarter finns listade i Catalogue of Life.